# Marema
Marema là một đô thị thuộc bang Santa Catarina, Brasil. Đô thị này có diện tích 103,616 km², dân số năm 2007 là 2282 người, mật độ 23 người/km².